# Benedicto Antoninho
Benedicto Antônio Angeli, detto Antoninho (Lindóia, 10 febbraio 1939 – 3 giugno 2021), è stato un calciatore e allenatore di calcio brasiliano, nel ruolo di centravanti.

## Carriera

### Club
Nella stagione 1960-1961, con la maglia della Fiorentina, vinse la Coppa Italia e la Coppa delle Coppe oltre a partecipare alla Coppa delle Alpi con la squadra viola come componente della Lega Nazionale Professionisti che si aggiudicò il torneo. Scese in campo solo otto volte in campionato, realizzando la rete del provvisorio 1-1 in occasione del successo esterno per 2-1 sulla Lazio del 26 marzo 1961.

## Palmarès

### Giocatore

#### Competizioni statali
- Campionato paulista: 1

Palmeiras: 1959
- Campeonato Paulista Série A3: 1

Sertãozinho: 1971

#### Competizioni nazionali
- Coppa Italia: 1

Fiorentina:  1960-1961

#### Competizioni internazionali
- Coppa delle Coppe: 1

Fiorentina: 1960-1961
- Coppa delle Alpi: 1

Fiorentina: 1960-1961